# 그리스도 왕 사제회
그리스도 왕 사제회(라틴어: Institutum Christi Regis Summi Sacerdotis)는 로마 가톨릭교회의 교황청 권하의 사도 생활단이다. 이 회는 하느님의 영광을 기리고 가톨릭교회와 영혼들을 위해 사제들을 축성하는 것을 목표로 하고 있다. 이 회 카리스마의 필수적인 부분은 미사와 성사를 1962년판 전통 라틴 전례에 따라 거행하는 것이다. 이 회는 역사성이 있는 성당 여러 곳을 복원하는 일도 하고 있다.
이 회의 규율은 일반적으로 재속 사제단을 기반으로 하고 있다. 이 회는 2006년 피렌체 대교구장에 의해 고유의 가대복을 채택하였다. 이 회의 사명은 인간의 공적, 사적 생활 전 분야에 걸쳐 그리스도의 주권과 통치를 수호하고 전파하는 것이다.

## 창설
그리스도 왕 사제회는 1990년 가봉의 질 바크와 필리프 모라 두 사제에 의해 창설되었다. 한편 가봉은 여전히 그리스도 왕 사제회가 수도 리브르빌을 중심으로 선교 활동을 하고 있다. 그리스도 왕 사제회는 2008년 10월 7일까지 교구 소속 단체였다. 교황청 하느님의 교회 위원회의 카밀 페를 부위원장이 그리스도 왕 사제회를 방문해 《세기의 왕》(Saeculorum Rex)이라는 제목의 교령을 발표하여 교황청 권화에 들어갔다. 부제들과 사제들이 이 회에 가입했으며, 총장은 이들을 서품할 권리가 주어졌다. 현재 그리스도 왕 사제회의 본부는 피렌체 대교구 소속의 이탈리아 그리치글리아노에 두고 있다. 또한 같은 장소에 성 필립보 네리 국제 신학교도 두고 있다.
바크 신부는 현재 그리스도 왕 사제회의 총장이자 신학교 교장으로 활동하고 있다. 제노바의 주세페 시리 추기경에 의해 사제 양성 제도가 마련되었다. 2016년 현재 그리스도 왕 사제회에는 99명의 사제가 있다.
그리스도 왕 사제회의 카리스마는 프란치스코 드 살, 누르시아의 베네딕토, 토마스 아퀴나스 등 세 명의 수호성인의 사상에 기반을 두고 있다.
그리스도 왕 사제회는 주요 수호성인을 원죄 없이 잉태된 성모 마리아로 삼았다. 아프리카 선교부에서는 아기 예수의 성녀 데레사를 수호성인으로 삼았다.
그리스도 왕 사제회는 아프리카에 선교부를 둔 것 외에도 미국에는 오라토리오회를 두고 있으며, 그 밖에도 프랑스와 스페인, 벨기에, 이탈리아, 독일, 오스트리아, 스위스 등에도 활동하고 있다.
2004년에는 그리스도 왕 사제회 관련 여성 수도 공동체인 임금이며 사제이신 예수 그리스도의 성심 조배 자매회가 창설되었다. 이 공동체 역시 그리칠리아노에 모원을 두고 있다. 이 공동체의 수도 생활은 베네딕도회 전통에 기반을 두고 있으며, 역시 미사와 성무일도를 전통 로마 예법에 따라 드리고 있다.
그리스도 왕 사제회의 평신도 단체로는 예수 성심회가 있다.

## 가대복
사제, 장상, 총장